# Erdaowan (köpinghuvudort i Kina, Heilongjiang Sheng, lat 47,96, long 124,53)
Erdaowan (kinesiska: 二道湾, 二道湾镇) är en köpinghuvudort i Kina. Den ligger i provinsen Heilongjiang, i den nordöstra delen av landet, omkring 290 kilometer nordväst om provinshuvudstaden Harbin. Antalet invånare är 20 939. Befolkningen består av 10 243 kvinnor och 10 696 män. Barn under 15 år utgör 14,0 %, vuxna 15-64 år 77 %, och äldre över 65 år 7,0 %.
Runt Erdaowan är det ganska tätbefolkat, med 72 invånare per kvadratkilometer. Närmaste större samhälle är Fuyu, 18,8 km söder om Erdaowan. Trakten runt Erdaowan består till största delen av jordbruksmark.
Genomsnittlig årsnederbörd är 761 millimeter. Den regnigaste månaden är juli, med i genomsnitt 245 mm nederbörd, och den torraste är februari, med 8 mm nederbörd.